# Marcel Colleu
Marcel Colleu (Creteil, 8 febbraio 1897 – Parigi, 28 settembre 1973) è stato un ciclista su strada francese.

## Carriera
Nel 1924 vinse la Parigi-Caen, mentre nel 1929 si aggiudicò il Giro d'Algeria. Nel 1924 fu inoltre terzo alla Parigi-Bruxelles. 
Alla Parigi-Limoges del 1927, Colleu arrivò secondo dietro ad Antonin Magne e fu terzo alla Parigi-Chauny nel 1923. Corse due volte il Tour de France, nel 1925 e nel 1928.

## Palmarès

### Strada
- 1924

Parigi-Caen
- 1929

Tour d'Algérie

## Piazzamenti

### Grandi Giri
- Tour de France

1930: 30°

### Classiche monumento
- Parigi-Roubaix

1924: 32º
1926: 8°